# Eriosema speciosum
Eriosema speciosum är en ärtväxtart som beskrevs av John Gilbert Baker. Eriosema speciosum ingår i släktet Eriosema och familjen ärtväxter. Inga underarter finns listade i Catalogue of Life.